# Esmeralda (mexický seriál)
Esmeralda je mexický televizní seriál, romantická telenovela, premiérově vysílaná v roce 1997 na stanici Las Estrellas. Má 137 dílů a produkovala ji společnost Televisa. Hlavní role ztvárnili mexičtí herci Leticia Calderón (Esmeralda) a Fernando Colunga (José Armando). Jedná se v pořadí o druhý remake venezuelské telenovely Esmeralda z let 1970–1971. Tato telenovela se stala koncem 90. let velmi populární také v zemích střední a východní Evropy, a to včetně České republiky.

## Příběh
Příběh začíná příjezdem bohatých manželů z Mexico City, dona Rodolfa Peňarreala a jeho těhotné ženy Blanky. Na panství Casa Grande Blanca porodí, ovšem její dceruška se jeví jako mrtvá. Porodní bába Dominga a Blančina služebná Crisanta se dohodnou, že Blančino dítě vymění za zdravého chlapečka – sirotka. Jeho matka totiž zemřela při porodu, otec už dávno předtím. Rodolfo je nadšený, že má syna, a s manželkou ho pojmenují José Armando.
Když si Dominga přinesla holčičku k sobě do chýše, aby našla vhodné místo na hrob, holčička otevřela oči. Dominga si proto dívenku nechala a dala jí jméno Esmeralda - smaragd, podle jejích krásných zelených očí, které však neviděly.
Příběh pokračuje po mnoha letech, kdy jsou obě děti už dospělé. José Armando vystudoval medicínu a stal se úspěšným plastickým chirurgem na klinice doktora Montalva. Je zasnoubený se svou sestřenicí Gracielou, kterou ale nemiluje. Jejich sňatek dohodla hlavně Gracielina matka Fatima, Rodolfova švagrová.
Esmeralda žila celou dobu v nuzných podmínkách s Domingou v chýši, obklopena lidmi z vesnice, kteří ji milovali jako vlastní. Mezi její přátele patří bláznivý Melesio, hrobník Fermín a sourozenci Adrian s Florecitou.
Celá rodina Peňarrealových se vrátí na haciendu Casa Grande. Zde se José Armando setká s Esmeraldou a oba se do sebe zamilují, aniž by tušili, co je k sobě váže. Schází se u vodopádu. Jenže José Armando už je zasnoubený, ač se Graciela vdávat nechce. Vše se zhorší, když se Graciela zamiluje do chudého mladíka Adriana Lucera.
José Armando se tajně ožení s Esmeraldou. Jeho otec Rodolfo se velice rozčílil, když se o všem dozvěděl. A tak Esmeraldu odvedl k tamnímu lékaři doktoru Malaverovi, jenž tajně Esmeraldu miluje a celý život ji vychovával. Je popálený na tváři, kvůli plamenům, z nichž kdysi Esmeraldu zachránil. Proto také nikdy nedovolil, aby si Esmeralda nechala oči léčit.
Doktor Malaver nechá Esmeraldu sáhnout na svůj zjizvený obličej a zneklidňuje ji. Esmeralda omdlí, a když se probudí, myslí si, že ji doktor zneužil. Doktor Malaver tiché domněnky potvrdí, a tak si všichni včetně José Armanda myslí, že se jí zmocnil násilím.
Esmeralda později zjišťuje, že je těhotná, ale José Armando si není jistý, zda je otcem dítěte. Nabídne Esmeraldě potrat, který by měl vyřešit jejich manželskou krizi.  Esmeralda odmítá, žádá o rozvod a stěhuje se do města. Vychází najevo, kdo jsou její opravdoví rodiče. Rodolfo je velmi otřesen touto zprávou a lituje toho, že Esmeraldu odvedl k doktoru Malaverovi.
Esmeralda porodí krásného chlapečka, kterému dá jméno José Rodolfo Peňarreal. Hlavně kvůli němu začne přemýšlet o operaci, která by jí umožnila vidět. Operace, kterou vede doktor Alvaro Lazcano, se zdaří a Esmeralda konečně vidí. S pomocí Alvarovy matky se naučí číst a později získá práci v nemocnici. Stává se pomocnicí zdravotní sestry Hildy. Netuší, že to Alvaro zařídil proto, aby zjistil, co cítí k José Armandovi, který pracuje ve stejné nemocnici.
Graciela je donucena svou matkou vdát se za bohatého mladíka Emiliana, aby sobě a matce zajistila život v přepychu. Její manželství však není šťastné. Adrian se s otcem a sestrou přestěhovali do města za Esmeraldou. Adrian začal pracovat jako řidič u Peňarrealových. Také se seznámil s dívkou Aurorou, dcerou paní Soccoro, u které všichni bydlí. Graciela začíná žárlit. 
José Armando se začal stýkat s Georginou Montalvovou, dcerou ředitele kliniky. Esmeraldě se dvoří doktor Lazcano. Georgina si všimne, že José Armandovi není Esmeralda lhostejná, a snaží se jí zbavit všemi dostupnými prostředky. Do města se stěhuje doktor Malaver, který chce podstoupit operaci, při které by mu byly odstraněny jizvy. Na operačním sále ale dostává infarkt a José Armando tolik nenáviděnému muži zachraňuje život.
Později se Malaver soudí o Esmeraldina syna José Rodolfa. Nakonec ale srdce doktora Malavera nevydrží. Na smrtelné posteli přizná José Armandovi pravdu o té osudné noci. José Armando začne litovat, že syna tak dlouho odmítal.
Alvaro Lazcano požádal Esmeraldu o ruku a ona souhlasí, i když ve skrytu duše ví, že José Armanda bude milovat navěky. José Armando se rozchází s intrikánskou Georginou.
Z Graciely je po autonehodě vdova. Doufá, že se k ní Adrian vrátí, ten ale nechce opustit Auroru. Graciela, jejíž závislost na lécích stoupá, nakonec Adrianovi umírá v náručí.
José Armando odjíždí na haciendu Casa Grande, kde má nehodu, při které na čas oslepne. Před svatebním obřadem s Alvarem se Esmeralda dozvídá o nehodě José Armanda a spěchá za ním. Esmeralda si uvědomí, že lásku k José Armandovi nemůže stále zapírat a že se nemůže za Alvara provdat jen z vděčnosti. Opouští tedy Alvara Lazcana. Ten krátce nato odjíždí do Evropy. Když se José Armandovi vrátí zrak, nic už nebrání šťastnému konci a koná se velkolepá svatba.

## Obsazení
| Postava                                                         | Herec                              | Český dabing                   |
| --------------------------------------------------------------- | ---------------------------------- | ------------------------------ |
| Esmeralda Rosalesová Peñarrealová / Esmeralda Peñarreal Velasco | Leticia Calderón                   | Petra Hanžlíková-Tišnovská     |
| Dr. José Armando Peñarreal                                      | Fernando Colunga                   | Jan Šťastný                    |
| Rodolfo Peñarreal                                               | Enrique Lizalde                    | Ladislav Županič               |
| Blanca De Velasco de Peñarreal                                  | Raquel Morell                      | Dagmar Čárová                  |
| Fátima Linares de Peñarreal                                     | Laura Zapata                       | Zuzana Skalická                |
| Dominga Rosales                                                 | Raquel Olmedo                      | Valérie Zawadská               |
| Crisanta                                                        | Dina de Marco                      | Jaroslava Obermaierová         |
| Graciela Linares Peñarreal vda. de Valverde                     | Nora Salinas                       | Jana Páleníčková               |
| Adrian Lucero                                                   | Alejandro Ruiz                     | Filip Jančík                   |
| Dr. Lucio Malaver                                               | Salvador Pineda                    | Pavel Pípal                    |
| Georgina Pérez Montalvo Forrero                                 | Ana Patricia Rojo                  | Miroslava Součková             |
| Dr. Álvaro Lazcano                                              | Juan Pablo Gamboa                  | Jakub Saic                     |
| Aurora Lucero                                                   | Elsa Navarrete                     | Dana Černá                     |
| Florecita Lucero                                                | Esther Rinaldi                     | Eliška Pohorská                |
| José Rodolfo Peñarreal                                          | Alberto Ortiz                      |                                |
| Melesio                                                         | Ignacio López Tarso                | Stanislav Fišer                |
| Socorro                                                         | María Luisa Alcalá                 | Jaroslava Brousková            |
| Dr. Sebastián Robles-Gil                                        | Rafael del Villar                  | Aleš Procházka                 |
| Juana                                                           | Raquel Pankowsky                   | Jana Boušková                  |
| Dionisio Lucero                                                 | Juan Carlos Serrán / Rafael Amador | Pavel Šrom / Marcel Vašinka    |
| Hortencia Lazcano                                               | Elsa Cárdenas                      | Dana Syslová                   |
| Jacinta                                                         | Úrsula Murayama                    | Jitka Ježková                  |
| Tula                                                            | Dolores Salomón                    | Marcela Nohýnková              |
| Emilliano Valverde                                              | Marco Uriel                        | Ludvík Král / Antonín Navrátil |
| Tania                                                           | Isadora González                   | Regina Řandová                 |
| Doris Camacho                                                   | Maria Morena                       | Miriam Chytilová               |
| Fermín                                                          | Noé Murayama                       | Karel Richter / Karel Urbánek  |
| Rita Valverde                                                   | Dacia González                     | Daniela Bartáková              |
| sestra Piedad                                                   | Irán Eory                          | Hana Talpová                   |
| Gustavo Valverde                                                | Roberto D'Amico                    | Vladimír Čech / Jiří Plachý    |
| sestra Lucila                                                   | Lorena Martínez                    | Pavla Vojáčková                |
| Trolebús                                                        | Raúl Padilla                       | Zdeněk Žák                     |
| Hilda Ortega Olmedo                                             | Rosita Pelayo                      | Martina Hudečková              |
| Altagracia                                                      | Irma Torres                        | Radka Malá                     |
| Epifania                                                        | Melba Luna                         | Eva Klepáčová                  |
| Dr. Bernardo Pérez-Montalvo                                     | Gustavo Rojo                       | Jan Pohan                      |
| Jessica                                                         | Andrea García                      | Irena Hrubá / Lucie Kožinová   |
| Ofelio Terasa                                                   | Roberto Ruy                        | Jiří Valšuba                   |
| Zenaida                                                         | Genoveba Moreno                    | Nikola Votočková               |
| Rosario Muñoz                                                   | Nicky Mondelliny                   | Ivana Milbachová               |
| Diaz Mirón                                                      | José Antonio Coro                  | Jiří Plachý / Bohuslav Kalva   |
| Eufrasia                                                        | Genoveva Pérez                     | Eva Jiroušková / Radka Malá    |
| Teófilo                                                         | Jesus Moreno                       | Vladimír Čech / Ludvík Král    |
| Cuco                                                            | Cuco Sánchez                       | Milan Slepička                 |
| Velerio Valdivia                                                | Claudio Rojo                       | Petr Svoboda                   |
| Zoila                                                           | Gabriela del Valle                 | Radka Stupková                 |
| Nacho                                                           | Alberto Santini                    | Pavel Vondra                   |
| Lino                                                            | Jaime Puga                         | Martin Kolár                   |
| Anuar                                                           | Gustavo Aguilar Tejada             | Jiří Valšuba                   |
| Tomasa                                                          | Paola Flores                       | Irena Hrubá                    |
| Benita                                                          | Gabriela Aponte                    | Jitka Ježková                  |
| Gabino                                                          | Odín Dupeyrón                      | Pavel Vondra                   |
| Joaquin Estrada                                                 | Sergio Jurado                      | Martin Kolár                   |
| Petra                                                           | Gabriela Salomón                   | Irena Hrubá                    |
| Nicolás                                                         | Jorge Ivan                         | Ludvík Král                    |
| Maribel                                                         | Alma Rosa López                    | Irena Hrubá                    |
| Tomás                                                           | Jesús Lara                         | Ludvík Král                    |
| sestra Belén                                                    | Brenda Avila                       | Dana Černá                     |

## Soundtrack
- Javier Rodriguez – Esmeralda
- Javier Rodriguez – Llenando de amor